# Giorgio Chinaglia
Giorgio Chinaglia (Carrara, Italia, 24 de enero de 1947 - Naples, Florida, Estados Unidos, 1 de abril de 2012) fue un jugador de fútbol italiano. Jugó de delantero y su último club fue el New York Cosmos.

## Trayectoria
Su familia emigró a Gales donde creció y empezó a jugar a fútbol en Cardiff, País de Gales donde comenzó su carrera en el club Swansea City en 1964. Un año más tarde a la edad de 19 años, Chinaglia volvió a Italia para jugar en el Massese, y luego Internapoli, antes de fichar por el Lazio en 1969. Con el Lazio marcó 98 goles en 209 partidos de liga, incluyendo 24 goles en la temporada 1973-74 para conducir el club a su primer Scudetto.
En 1976, Chinaglia dejó el Lazio para firmar por el New York Cosmos de la North American Soccer League. Con el equipo del Cosmos en el que también figuraron Pelé, Franz Beckenbauer y Carlos Alberto entre otros, Chinaglia ganó cuatro títulos de liga, y se retiró en 1983 con el récord de goles de todos los tiempos del NASL con 193 goles y siendo el máximo goleador de la NASL en cinco temporadas.
En 1983, Chinaglia volvió a Roma para ejercer de presidente de la Lazio a partir de 1983, pero el club se vio relegado a la Serie B en 1985, y perdió nueve puntos por un escándalo de corrupción. Chinaglia compró la mayoría del NY Cosmos en 1984, pero la NASL perdió muchos aficionados ese año, y tras intentar funcionar como un equipo independiente en 1985 fracasó. En 2002 y 2006 intentó reanimar la licencia del NY Cosmos con su socio Peppe Pinton que posee los derechos del nombre del equipo y el escudo.
En 2000, Chinaglia fue admitido en los anales Estados Unidos como uno de sus mejores jugadores y fue nombrado el mejor jugador en la historia de la Lazio durante las celebraciones del centenario del club. 
En 2006, las autoridades italianas publicaron una orden de detención para Chinaglia, su portavoz, un intermediario y cuatro miembros del grupo de hinchas "Irriducibili" por intentar influir en la venta de la Lazio con amenazas y especulación. En 2008, fue acusado de formar parte de la Camorra, la organización criminal en su tentativa de adquirir el club para el lavado de cerca de 24 millones de euros.[cita requerida]
Trabajó como comentarista deportivo para la cadena de deportes ABC en la Copa Mundial de Fútbol de 2002 para la cobertura en los Estados Unidos, y hasta su fallecimiento fue comentarista en la Radio Sirius. Murió de un Infarto agudo de miocardio y fue enterrado en el Cementerio Flaminio de Roma.

## Selección nacional
Fue internacional con la Selección de fútbol de Italia entre los años 1972 a 1975. Jugó 14 partidos internacionales y marcó 4 goles. Formó parte del plantel de su país en la Copa Mundial de Fútbol de 1974 y disputó 2 partidos en ese año. 

### Participaciones en Copas del Mundo
| Mundial                        | Sede             | Resultado    |
| ------------------------------ | ---------------- | ------------ |
| Copa Mundial de Fútbol de 1974 | Alemania Federal | Primera fase |

## Clubes
| Club                   | País           | Año       | Partidos | Goles |
| ---------------------- | -------------- | --------- | -------- | ----- |
| Swansea Town           | Gales          | 1964-1966 | 15       | 1     |
| US Massese 1919        | Italia         | 1966-1967 | 32       | 5     |
| SSD Internapoli        | Italia         | 1967-1969 | 66       | 24    |
| Società Sportiva Lazio | Italia         | 1969-1976 | 209      | 98    |
| New York Cosmos        | Estados Unidos | 1976-1983 | 213      | 193   |

## Palmarés

### Campeonatos nacionales
| Título  | Club                   | País           | Año     |
| ------- | ---------------------- | -------------- | ------- |
| Serie A | Società Sportiva Lazio | Italia         | 1973-74 |
| NASL    | New York Cosmos        | Estados Unidos | 1977    |
| NASL    | New York Cosmos        | Estados Unidos | 1978    |
| NASL    | New York Cosmos        | Estados Unidos | 1980    |
| NASL    | New York Cosmos        | Estados Unidos | 1982    |